# Amlach
Amlach es un municipio con 374 habitantes (a fecha 1 de enero de 2010) en el distrito de Lienz (Tirol, Austria).

## Geografía
Amlach se encuentra en la Val Pusteria. La población está a una altitud de 687 m s. n. m. en la orilla derecha del Drava. El municipio tiene una superficie total de 22,5 km², y su punto de mayor altitud es el Spitzkofel (2.718 m).

## Historia
La primera mención documental de Amlach, con la forma de «Amblach» se data en 1169. Desde el siglo XIII Amlach se erigió en el centro decisorio de las municipalidades circundantes. La iglesia de la localidad, dedicada a Santa Odilia, se consagró en 1382. En 1939, tras la anexión de Austria al Tercer Reich el municipio fue unido al de Tristach. En 1955 Amlach recuperó su independencia municipal.

## Demografía
| 232                                           | 236 | 261 | 324 |
| (Fuente: Instituto de estadística de Austria) |     |     |     |